# 青函フェリー
青函フェリー株式会社（せいかんフェリー）は、北海道函館市に本社を置く日本の海運会社。津軽海峡を往来する航路でフェリーを運航している。

## 概要

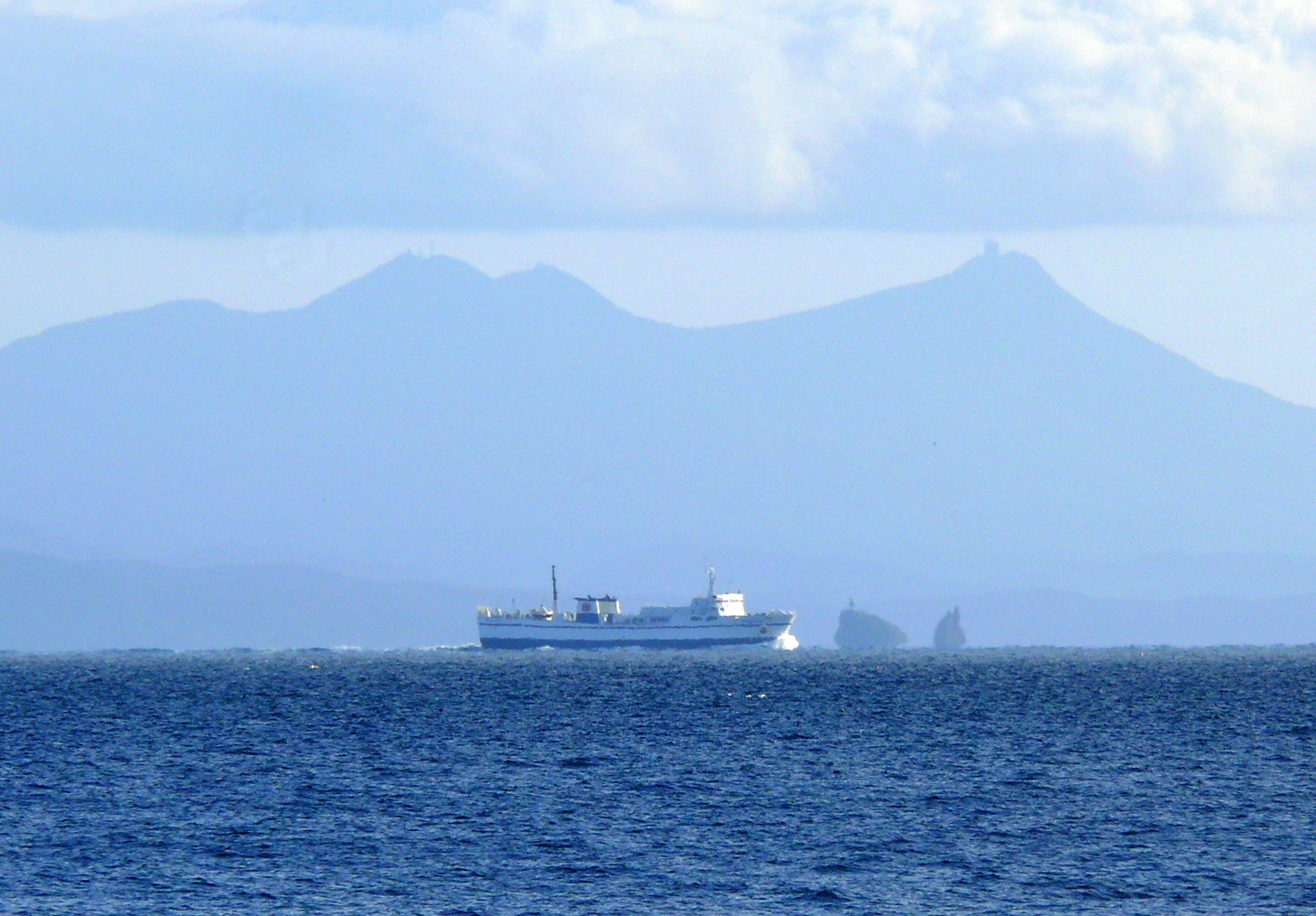
陸奥湾を東北（青森港）へ向かって航行する「3号はやぶさ」。画像奥は下北半島の牛の首岬。（2009年9月20日）

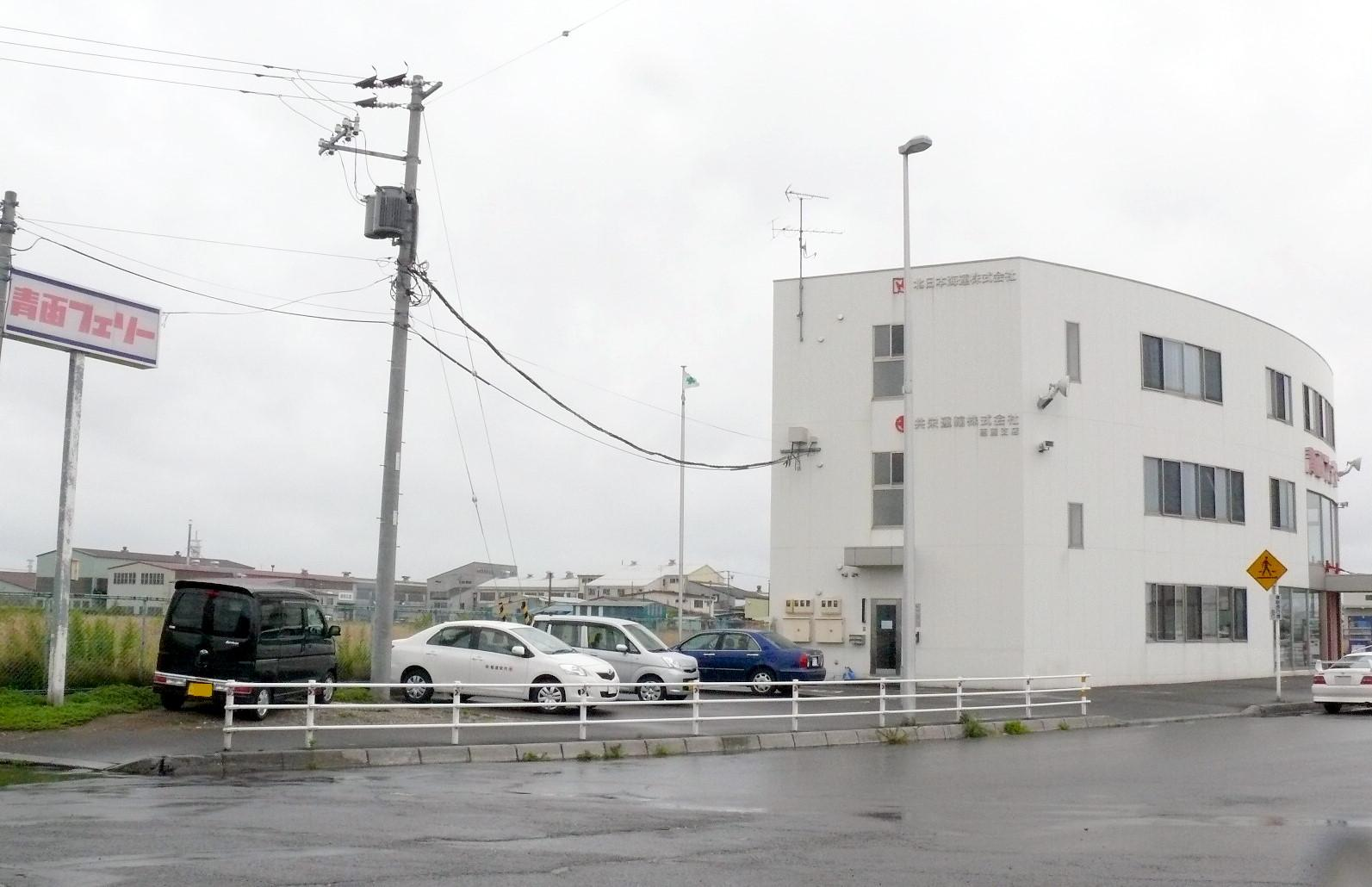
北日本海運本社、日本通運函館支店物流センターも入居している。かつては青函フェリー函館フェリーターミナルとしても使われていた。

共栄運輸は、1923年4月に株式会社山祐商会として小樽市で設立された後、1941年6月に社名を現在の共栄運輸株式会社に変更、内航運送事業に進出した。1968年6月に本社を函館へ移転した後、1970年9月に貨物船「はやぶさ」（499総トン）を建造して青函航路で自動車航送事業を開始した。北日本海運は、1944年4月に青森海洋筏株式会社として設立された後、青森海運株式会社を経て1960年5月に社名を笹井海運作業株式会社に変更、1962年5月に日本通運傘下となった後、1970年8月に貨物船「第3朝香丸」（678総トン）を就航させた。
両社は1972年4月に青函航路の自動車航送貨物定期航路事業の免許を受けた後、1973年2月に業務提携を行い、窓口業務などを担う有限会社青函フェリー（法人番号：7440002002324、2024年清算）を設立、共同運航を開始した。その後、1985年に笹井海運作業は社名を北日本海運株式会社に変更している。長らく旅客営業を行わない貨物フェリーとして運航していたが、2000年10月の海上運送法の改正により、自動車航送貨物定期航路事業を一般旅客定期航路事業に事業変更して旅客営業を開始した。
2017年12月には共栄運輸が第2種旅行業登録を行い、旅行代理店との契約締結を開始。JAFや日本RV協会（くるま旅クラブ）等との施設割引提携を実施し、青函フェリー往復と北海道内ホテルのセットプラン設定を皮切りに団体客誘客やホテル・飲食店と提携。NEXCO東日本「北海道観光ふりーぱす」の提携、また、船内無料Wi-fiサービスの提供等利用促進を進める。他に、北海道開発局が推進するシーニックバイウェイ北海道に協力企業として参画し北海道内の秀逸な道等をPRする活動を担っている。
2020年7月20日、共栄運輸の親会社でもある栗林商船が北日本海運の全株式を取得することを発表。株式譲渡実行日は同年9月1日。その後2021年には北日本海運の2隻のファンネルマークを共栄運輸のものに変更した。
2022年3月24日、共栄運輸と北日本海運は2022年4月1日付にて合併し青函フェリー株式会社を発足（存続法人は共栄運輸）、併せてロゴマーク（企業シンボルマーク）のリニューアルなども発表された。

## 航路

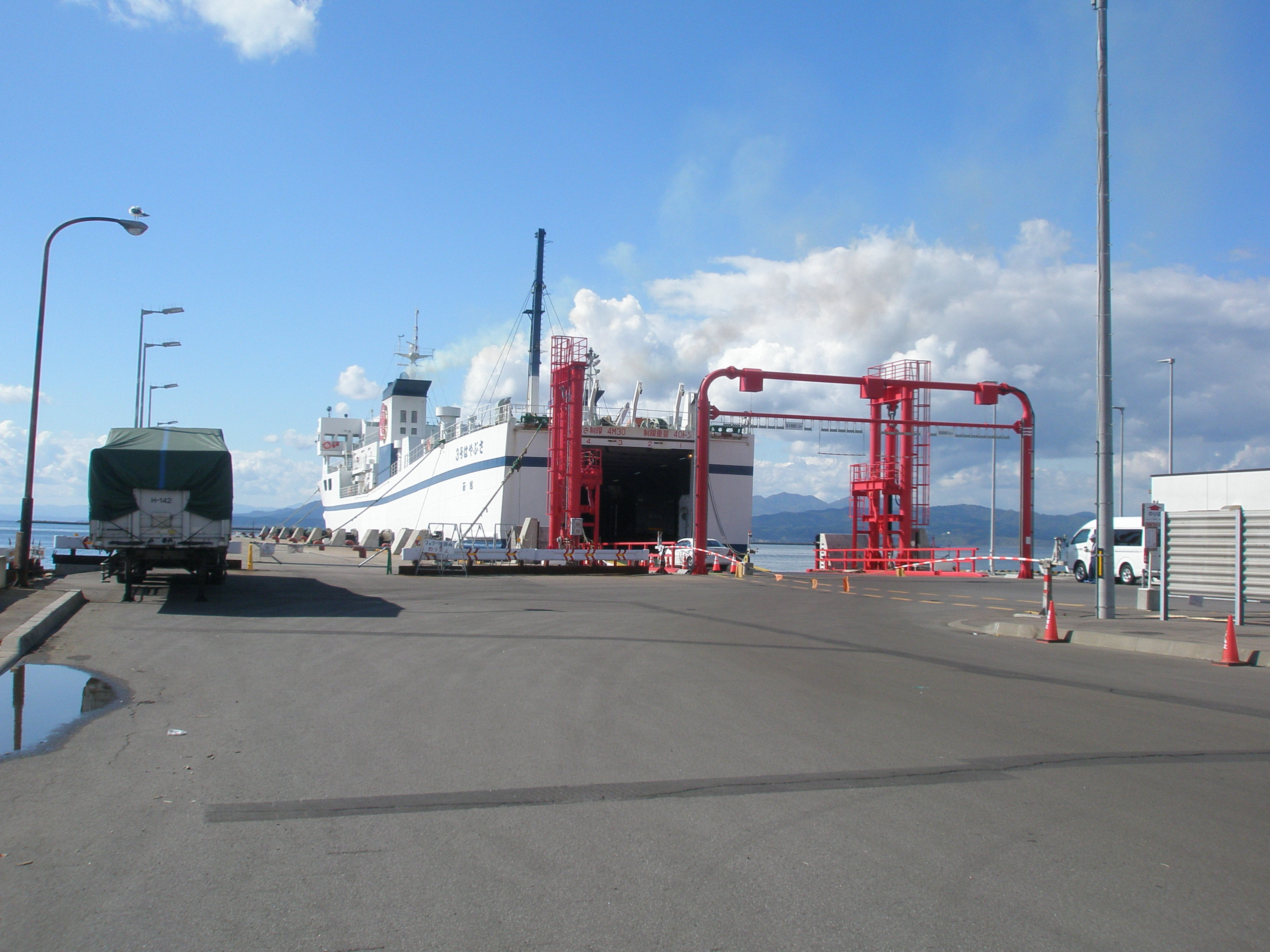
函館港北ふ頭・青函フェリー専用バースとフェリー「3号はやぶさ」

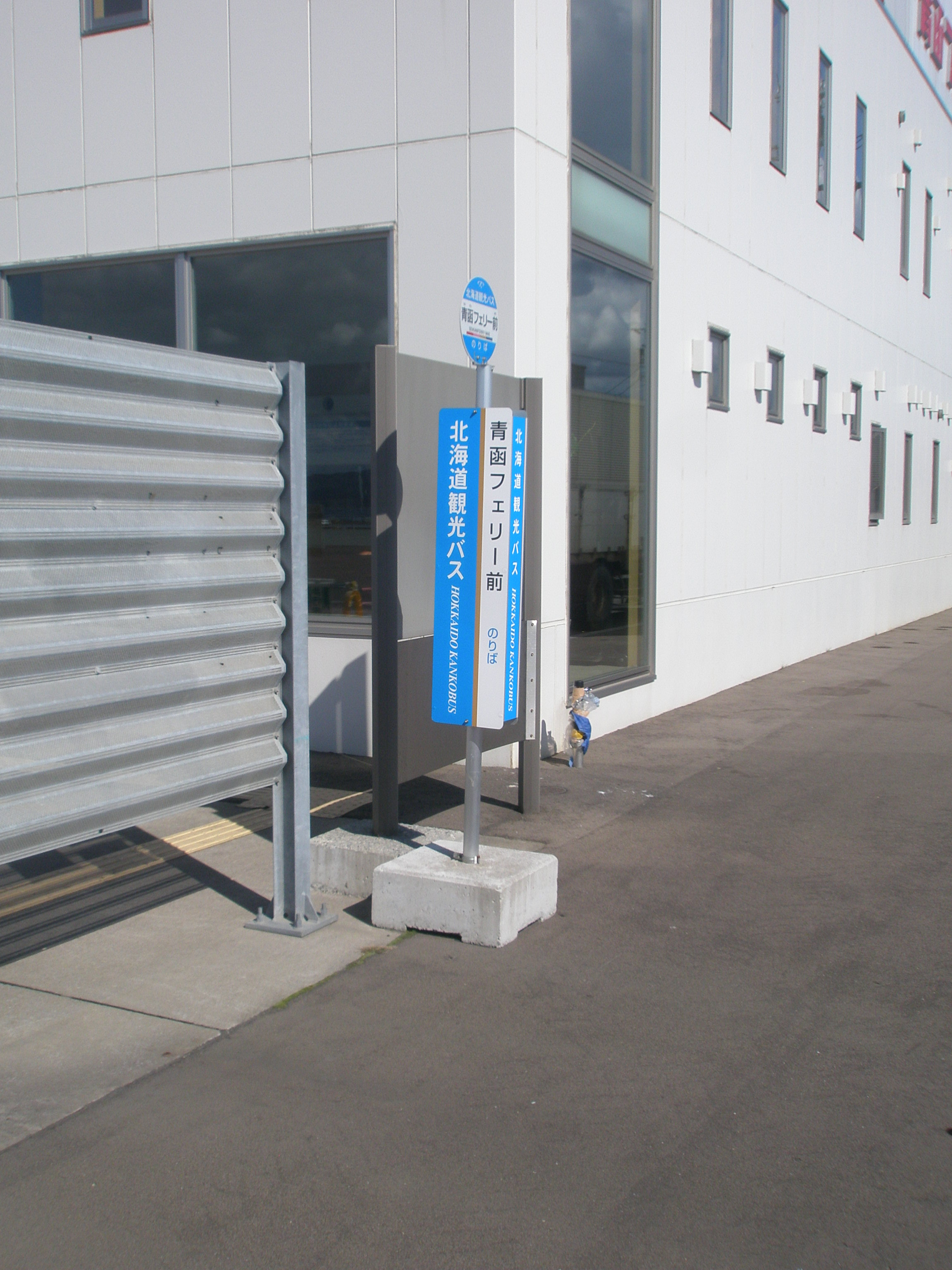
北海道観光バス・青函フェリー前バス停（のりば）

函館港（北埠頭・青函フェリーターミナル） - 青森港（沖館地区・青森港フェリーターミナル） 上下各8便、航海時間3時間50分 - 4時間00分
函館港では以前は一般貨物船用岸壁を共用しており、船尾のみを接岸する縦付け係留を行っていたが、アンカーを使用した接岸となるため作業に時間を要すること、岸壁の水深が5.5 mで船舶の大型化に対応出来ないこと、岸壁が耐震化されていないことなどの問題があった。接岸作業の時間短縮による輸送効率の向上、船舶の大型化への対応、災害時の海上緊急物資輸送の確保のため、「函館港北埠頭地区複合一貫輸送ターミナル整備事業」として約40億円をかけて横付け接岸可能な耐震強化岸壁（水深6.5 m、190 m×1バース）が整備された。2014年（平成26年）3月28日に新バースの供用を開始、大型化した新造船はやぶさ (4代)が就航、ターミナルの建屋も新築移転した。
青森港では沖館地区を発着する。青函フェリー青森ターミナル前からの二次交通は、青森市内循環バス「ねぶたん号」が2020年（令和2年）から乗り入れており、青森市営バスは「新田」停留所が至近であるが、徒歩10分とやや離れている。タクシーはHKグループ（北海道交運事業協同組合）の青森タクシーと提携しており、同社への直通電話が青・函両フェリーターミナル内とフェリー各船内にあり、通常予約のほか、青森駅・新青森駅・浅虫温泉をはじめ、青森市内の大学、弘前大学、北里大学十和田キャンパス（十和田市）を定額で利用できる「青函フェリー de お気軽タクシー」サービスを提供している。なお、津軽海峡フェリーの「青森フェリーターミナル」は同地区ながら約300 m（徒歩約4分）離れた別の埠頭となっており、高速バス（盛岡・東京・TDS方面）の発着は津軽海峡フェリーターミナルのみである。
2017年（平成29年）11月9日から北海道観光バスにより、青函フェリー前 - 上湯川町（函館駅前・湯の川温泉経由）間の路線バスが新設され、青函フェリー函館ターミナル付近に乗車専用・降車専用の各バス停が設置された。2022年10月1日以降は1日1往復のみがフェリーターミナルまで乗り入れる形となり、2023年2月1日からは会社統合により北海道バスの運行となった。函館バスの最寄り停留所は国道227号沿いの「北浜町」停留所、JRの最寄り駅は「五稜郭駅」となる。

## 船舶
ファンネルマークは上下に青と白地に赤く栗林グループの社章となる丸に「七」をあしらい、由来は1400年頃に越後で呉服商を興した先代が「七郎治」を名乗り、八代目の五朔翁が新天地室蘭で由緒ある「七郎治」の名前から「七」をとったものとしている。また北日本海運が建造した船舶は白地で中央に黄色と上下に水色の帯や赤い「K」のマークを入れたものとしていた。

### 運航中の船舶
- はやぶさ (4代)[13]

共栄運輸時代の2014年就航、2,949総トン、旅客定員300人、車両積載数：トラック32台 函館どつく室蘭製作所建造
- あさかぜ21[14]

北日本海運時代の2009年就航、2,048総トン、旅客定員198人、車両積載数：トラック25台 ヤマニシ建造
- はやぶさII[15]

2023年3月就航、2,999総トン、旅客定員300名、車両積載数：トラック36台 函館どつく函館造船所建造
- はやぶさIII

2024年1月就航、2,997総トン、旅客定員300名、車両積載数：トラック36台 函館どつく函館造船所建造。はやぶさIIと同型。

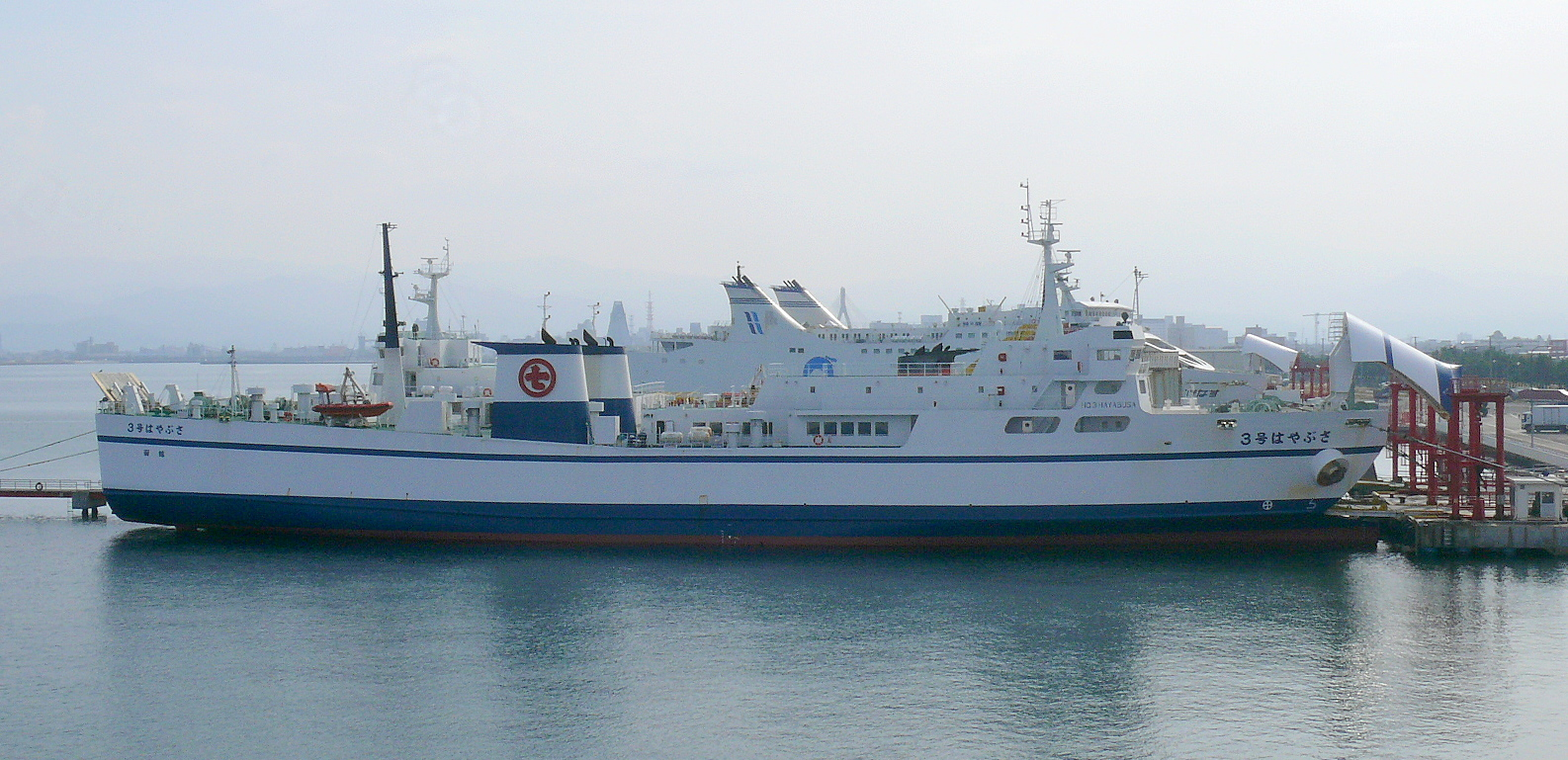
青森港に停泊する「3号はやぶさ」。 （2008年10月22日）
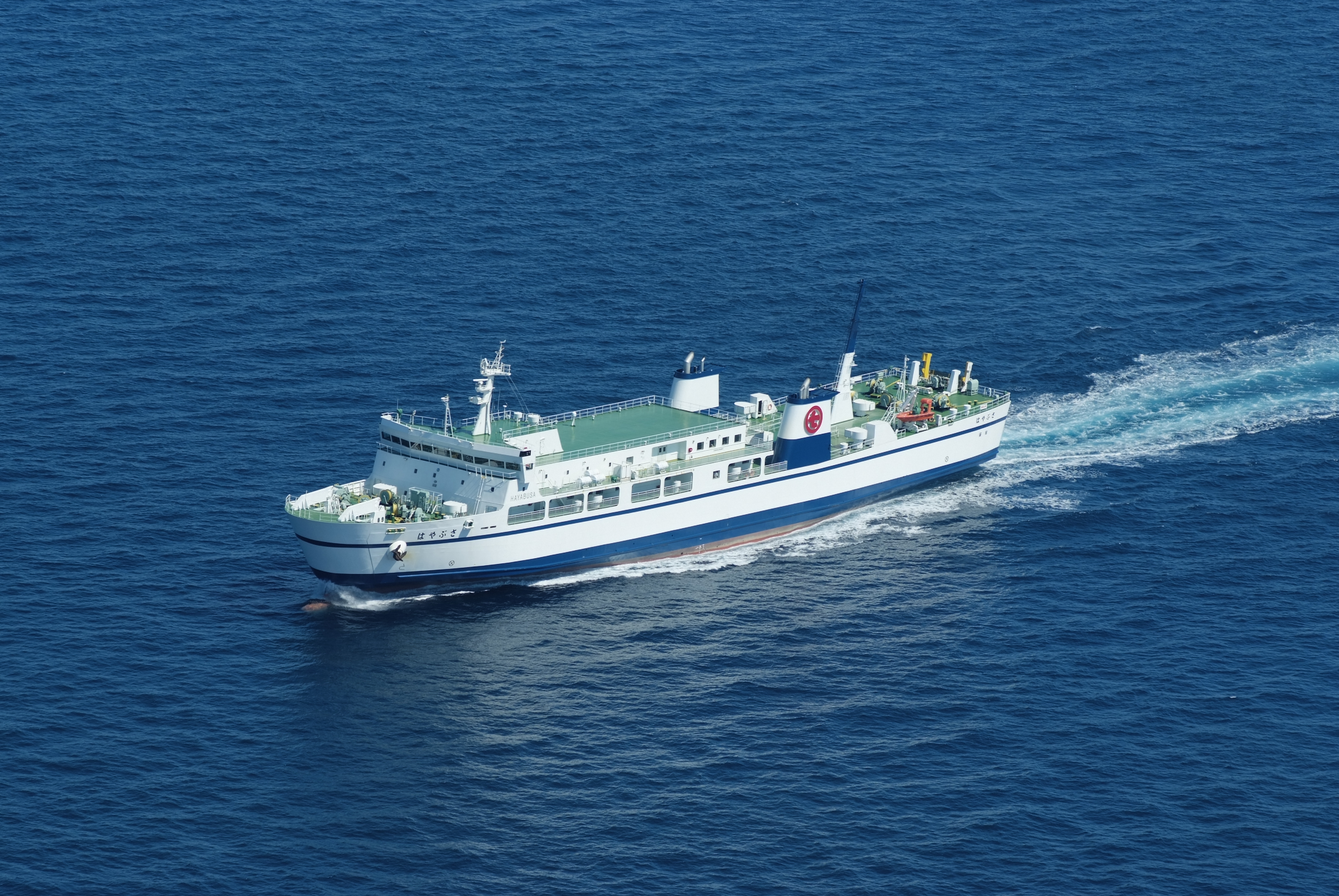
津軽海峡を航行する「はやぶさ」（2014年6月30日）
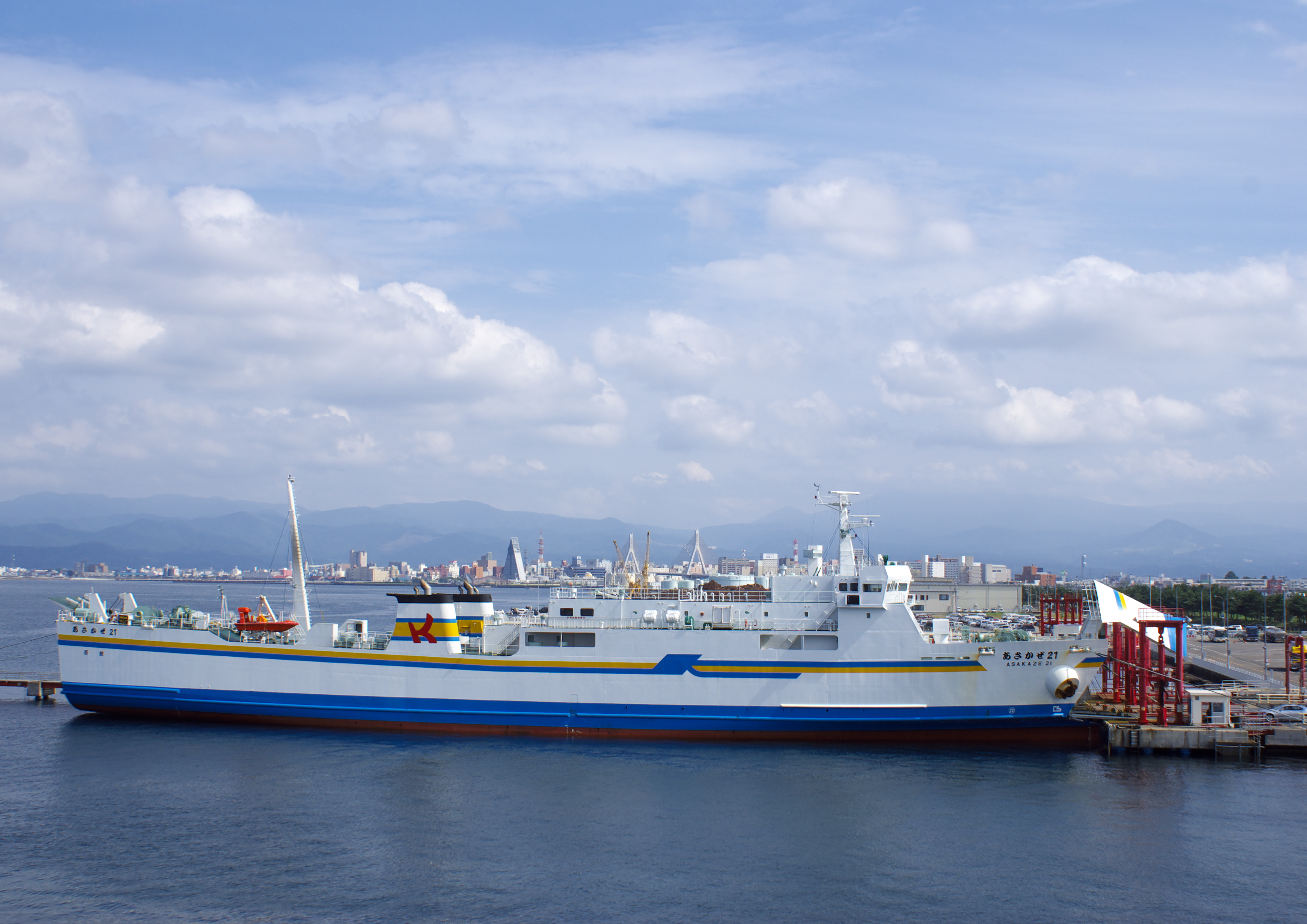
青森港に停泊する「あさかぜ21」（2009年8月15日）

### 過去の船舶

#### 共栄運輸
- はやぶさ (初代)

1970年9月竣工、499総トン。
- 3号はやぶさ (初代)

1973年4月竣工、691総トン。
- はやぶさ (2代)[22]

1977年3月竣工、函館ドック建造、999.71総トン、全長87.35m、幅15.00m、深さ4.80m、ディーゼル2基、機関出力6,000馬力、航海速力16.0ノット、車両積載数8tトラック25台。1995年6月引退、フィリピンのTrans Asia Shipping Linesに売却→大規模な改造の上、「Trans Asia 2」として就航中。
- 3号はやぶさ (2代)[22]

1980年3月竣工、函館ドック建造、999.60総トン、全長87.35m、幅15.00m、深さ4.80m、ディーゼル2基、機関出力6,000馬力、航海速力16.0ノット、車両積載数8tトラック25台。2000年引退。
- はやぶさ (3代)[23][24]

1995年5月竣工、函館どっく建造、1,759総トン→1,777総トン、全長93.02m、幅15.60m、深さ11.00m、ディーゼル、機関出力6,750馬力、航海速力17.7ノット、車両積載数8tトラック43台、旅客定員12名→80名。2014年引退。
- 3号はやぶさ (3代)[26][27]

2000年竣工、函館どっく建造、2,107総トン、全長101.6m、幅15.8m、機関出力8,000馬力、航海速力18.7ノット、車両積載数12mトラック24台・9mトラック3台、旅客定員105名。2024年引退。

#### 北日本海運

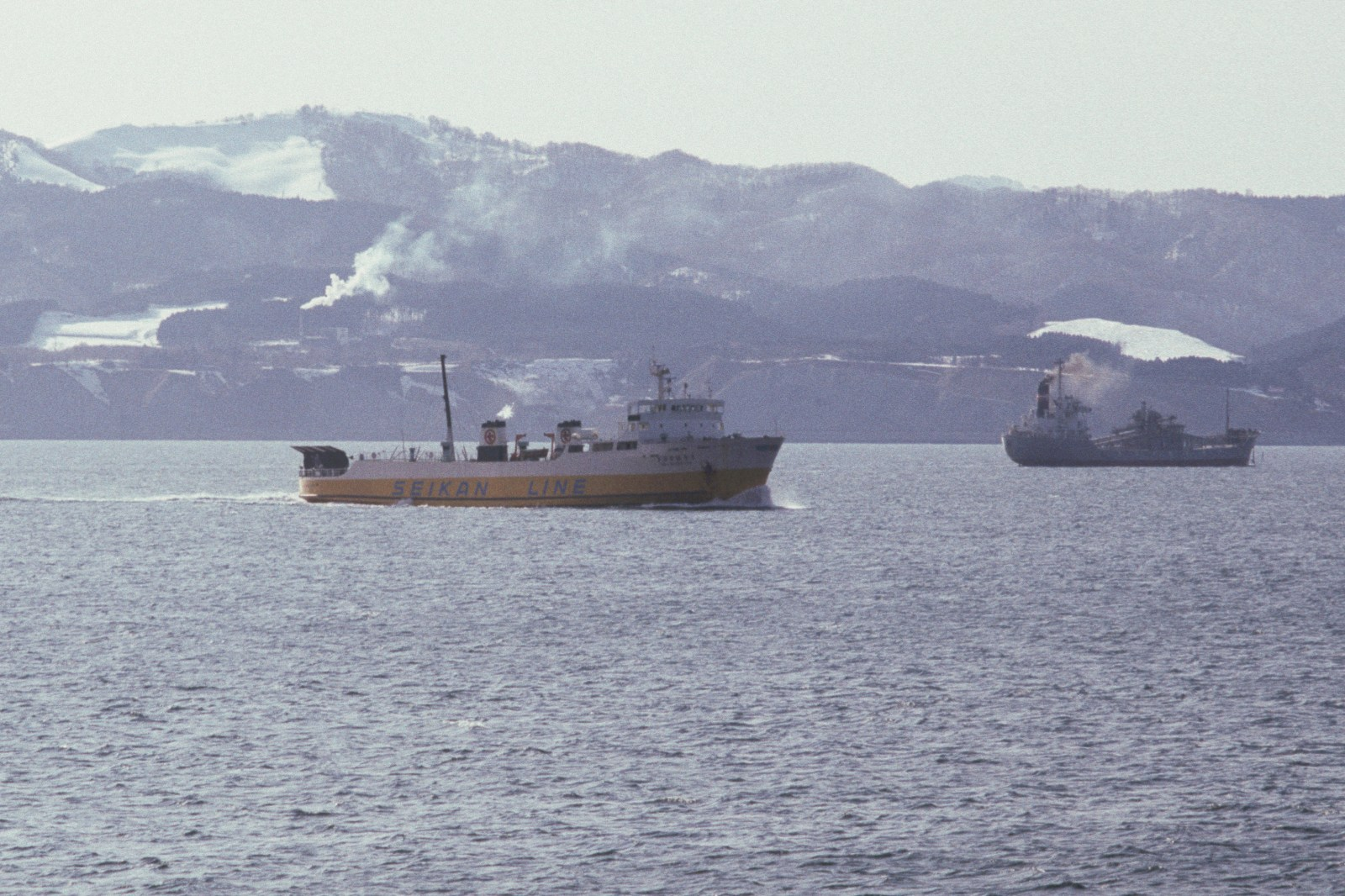
函館沖を航行する「3号はやぶさ（2代）」 （1986年3月28日）
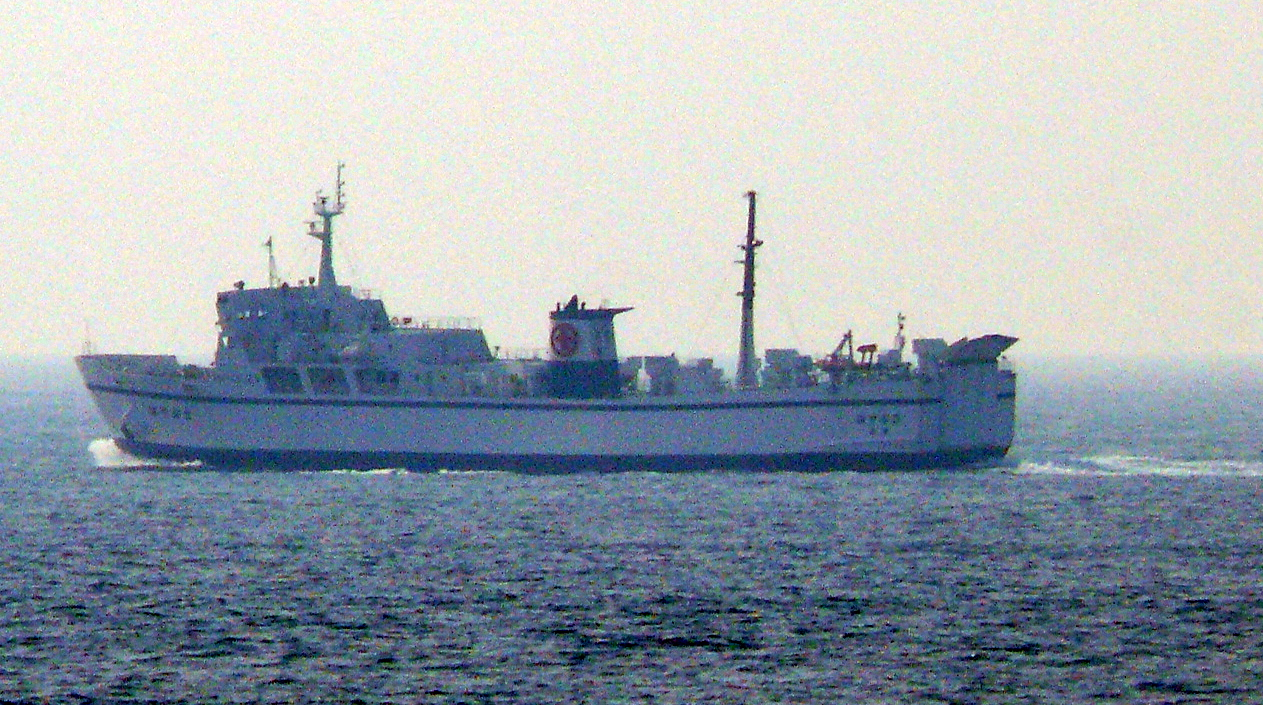
津軽海峡を航行する「はやぶさ（3代）」 （2008年10月22日）
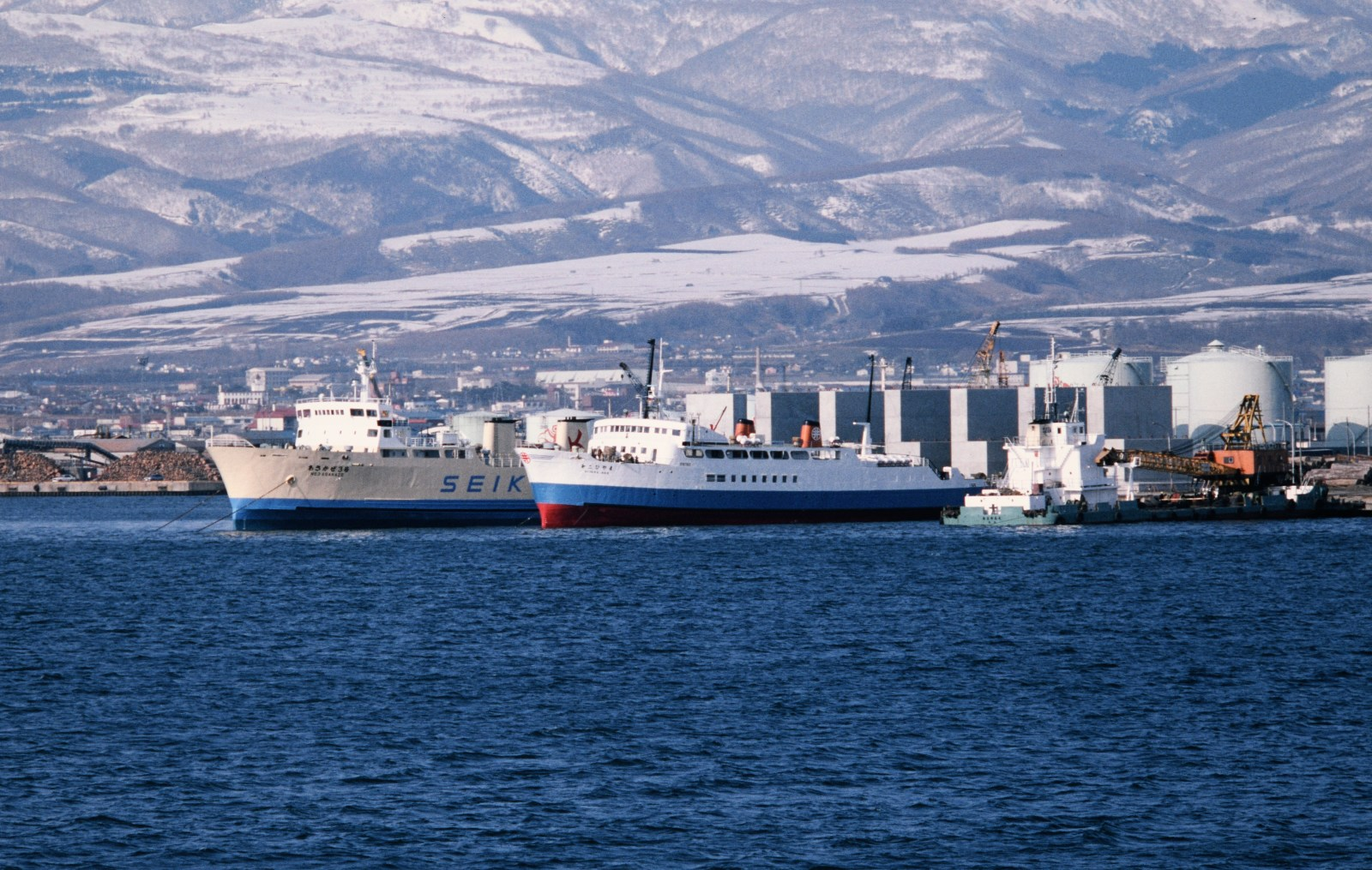
函館港に接岸中の「あさかぜ3号」「第二ひやま」 （1986年3月28日）
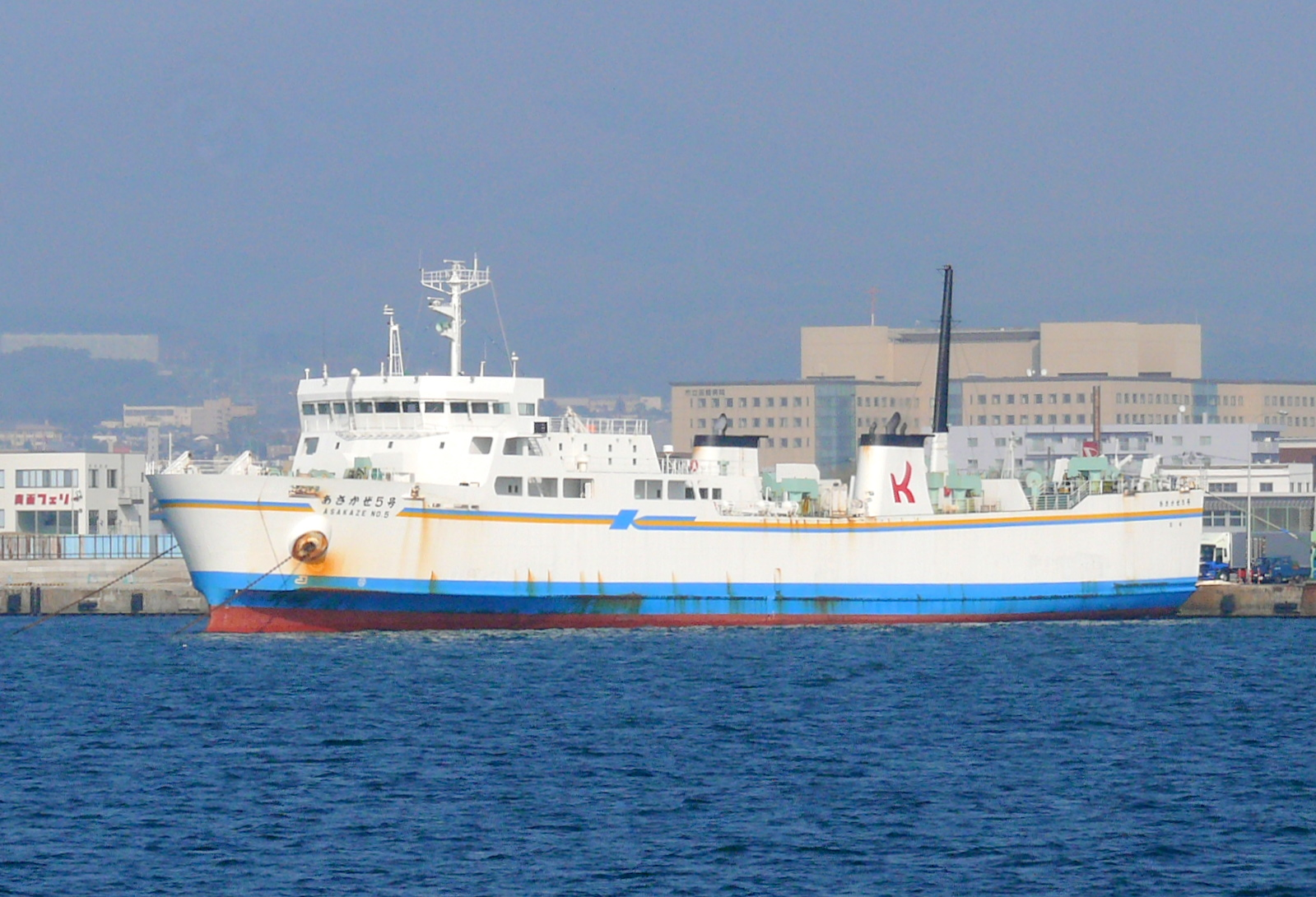
函館港に停泊する「あさかぜ5号」。 （2008年10月22日）

- 第三朝香丸

1970年8月就航、676総トン。1972年11月改造、999総トン。
- 第八朝香丸[22]

1974年1月竣工・就航、岡山造船建造、954.90総トン、全長89.71m、幅14.40m、深さ4.80m、ディーゼル2基、機関出力5,600ps、航海速力16.00ノット、11tトラック20台。
- あさかぜ3号（就航時は「第十朝香丸」）[22]

1981年4月竣工・就航、函館ドック建造、994.57総トン、全長87.35m、幅15.00m、深さ4.80m、ディーゼル2基、機関出力6,000ps、航海速力18.0ノット、11tトラック22台。「あさかぜ5号」就航に伴い1998年引退。
- あさかぜ[28]

1986年3月竣工・就航、山西造船鉄工建造、981総トン→1,134.00総トン、全長88.68m、幅15.00m、深さ4.80m、ディーゼル2基、機関出力6,000ps、航海速力18.0ノット、11tトラック22台、旅客定員12名→55名。2009年「あさかぜ21」就航に伴い引退。フィリピンのセブフェリーに売却→大規模な改造の上、「CEBU FERRY 2」として就航中。
- あさかぜ5号[29]

1998年就航、1,958総トン、旅客定員103人、車両積載数：トラック24台 ヤマニシ建造
「はやぶさII」就航に伴い2023年引退
- 函館沖を航行する「3号はやぶさ（2代）」
（1986年3月28日）
- 津軽海峡を航行する「はやぶさ（3代）」
（2008年10月22日）
- 函館港に接岸中の「あさかぜ3号」「第二ひやま」
（1986年3月28日）
- 函館港に停泊する「あさかぜ5号」。
（2008年10月22日）